# Amerias
Amerias (en griego: Ἀμερίας, siglo III a. C.) fue un antiguo lexicógrafo macedonio, conocido por su recopilación de un glosario titulado Glossai (Γλῶσσαι, términos o palabras). Otra de sus obras se llamó Rhizotomikos (Ῥιζοτομικός) y era un tratado etimológico.
Las palabras de Amerias han sobrevivido en los escritos de Hesiquio y Ateneo.
Por los títulos y la redacción de Ateneo, es evidente que Amerias no escribió un diccionario exclusivamente macedonio. Incluyó también en su Glossai un vocabulario homérico, como la mayoría de los gramáticos alejandrinos. El único término macedonio marcado, dado por Hesiquio, es sauadai, saudoi, silenoi. Ateneo lo llama muchas veces Amerias el Macedonio pero es Seleuco de Alejandría quien es citado con el pan macedonio dramis, mientras que Amerias en el mismo capítulo es citado con el pan ξηροπυρίτας, xeropyritas. El sufijo -as indica una palabra dórica, como badas y rhappaulas pero no se informan como macedonias; pueden sero no. Las palabras que se asemejan a la ley del sonido macedonio de Hesiquio son: badas (ático batalos ), kalithos (ático khalis ), grabion y kalarrhugai, mientras que Bathale, pekhari, scheron, tetholos, hyphainein, así como el sufijo -thos de kalithos, lo contradicen. 
En cualquier caso, dado que Amerias es el único gramático y lexicógrafo antiguo propiamente dicho, que se cita como macedonio, su Glosario se considera generalmente como macedonio al menos del siglo IV al III a. C.

### Otras fuentes
- Amerias der Makedone de Otto Hoffmann

- Datos: Q3613987